# Tadeusz Barczyk
Tadeusz Barczyk (ur. 14 kwietnia 1932 w Domaniewicach, zm. 7 października 1984 w Warszawie) – polski działacz partyjny i państwowy, inżynier rolnictwa, w latach 1975–1975 wicewojewoda szczeciński, w latach 1975–1984 wojewoda sieradzki.

## Życiorys
Syn Józefa i Otylii. Od 1950 był członkiem Zjednoczonego Stronnictwa Ludowgo. Zajmował stanowisko sekretarza Komitetów Powiatowych ZSL w Gryfinie (1956–1959) i Szczecinie (1959–1960). W 1960 lub 1961 został kierownikiem Wydziału Organizacyjnego Komitetu Wojewódzkiego ZSL w Szczecinie, zajmował tamże również stanowisko instruktora. Od 1963 do 1966 słuchacz Wyższej Szkoły Nauk Społecznych przy KC PZPR w Warszawie, kierował kołem ZSL przy tej uczelni. Zdobył ponadto wyższe wykształcenie rolnicze.
Od 1968 do 1972 był przewodniczącym Prezydium Powiatowej Rady Narodowej w Szczecinie, następnie od 1972 do 1973 zastępcą przewodniczącego Wojewódzkiej Rady Narodowej w tym mieście. W latach 1973–1975 wicewojewoda szczeciński. 6 czerwca 1975 został wojewodą sieradzkim. Zakończył urzędowanie z powodu śmierci na nowotwór w 1984, gdy zastąpił go Kazimierz Cłapka.
Został pochowany w Szczecinie.

## Odznaczenia
Odznaczony Krzyżem Oficerskim Orderu Odrodzenia Polski, Złotym i Srebrnym Krzyżem Zasługi, Krzyżem Partyzanckim oraz Krzyżem „Za Zasługi dla ZHP”. W 2007 wyróżniony tytułem „Zasłużony dla powiatu sieradzkiego”, jego imię nosiła także jedna z ulic w Sieradzu (w 2017 utraciła tego patrona w ramach tzw. dekomunizacji).